# Г'юїтт (округ Вуд, Вісконсин)
Г'юїтт (англ. Hewitt) — селище (англ. village) в США, в окрузі Вуд штату Вісконсин. Населення — 796 осіб (2020).

## Географія
Г'юїтт розташований за координатами 44°38′33″ пн. ш. 90°6′18″ зх. д. / 44.64250° пн. ш. 90.10500° зх. д. (44.642520, -90.104884).  За даними Бюро перепису населення США в 2010 році селище мало площу 2,46 км², уся площа — суходіл.

### Клімат
| Клімат : Г'юїтт       | Клімат : Г'юїтт | Клімат : Г'юїтт | Клімат : Г'юїтт | Клімат : Г'юїтт | Клімат : Г'юїтт | Клімат : Г'юїтт | Клімат : Г'юїтт | Клімат : Г'юїтт | Клімат : Г'юїтт | Клімат : Г'юїтт | Клімат : Г'юїтт | Клімат : Г'юїтт | Клімат : Г'юїтт |
| Показник              | Січ.            | Лют.            | Бер.            | Квіт.           | Трав.           | Черв.           | Лип.            | Серп.           | Вер.            | Жовт.           | Лист.           | Груд.           | Рік             |
| Середній максимум, °C | −5,6            | −2,2            | 3,9             | 13,3            | 20,6            | 25,0            | 27,8            | 26,1            | 21,1            | 14,4            | 5,0             | −3,3            | 12,2            |
| Середній мінімум, °C  | −16,1           | −13,9           | −7,2            | 0,6             | 6,1             | 11,1            | 13,9            | 12,2            | 7,8             | 2,2             | −4,4            | −12,8           | 0,0             |
| Норма опадів, мм      | 23              | 23              | 51              | 74              | 104             | 102             | 102             | 104             | 114             | 69              | 53              | 38              | 853             |
| --------------------- | --------------- | --------------- | --------------- | --------------- | --------------- | --------------- | --------------- | --------------- | --------------- | --------------- | --------------- | --------------- | --------------- |
| Джерело: Weatherbase  |                 |                 |                 |                 |                 |                 |                 |                 |                 |                 |                 |                 |                 |

## Демографія
Згідно з переписом 2010 року, у селищі мешкало 828 осіб у 308 домогосподарствах у складі 247 родин. Густота населення становила 337 осіб/км².  Було 313 помешкання (127/км²).
Расовий склад населення:
| - 98,6 % — білих - 1,0 % — азіатів |

До двох чи більше рас належало 0,4 %. Частка іспаномовних становила 1,0 % від усіх жителів.
За віковим діапазоном населення розподілялося таким чином: 26,6 % — особи молодші 18 років, 64,1 % — особи у віці 18—64 років, 9,3 % — особи у віці 65 років та старші. Медіана віку мешканця становила 41,1 року. На 100 осіб жіночої статі у селищі припадало 97,1 чоловіків;  на 100 жінок у віці від 18 років та старших — 97,4 чоловіків також старших 18 років.
Середній дохід на одне домашнє господарство  становив 91 677 доларів США (медіана — 74 904), а середній дохід на одну сім'ю — 100 752 долари (медіана — 83 375). Медіана доходів становила 57 083 долари для чоловіків та 39 000 доларів для жінок. За межею бідності перебувало 7,0 % осіб, у тому числі 14,6 % дітей у віці до 18 років та 6,5 % осіб у віці 65 років та старших.
Цивільне працевлаштоване населення становило 507 осіб. Основні галузі зайнятості: освіта, охорона здоров'я та соціальна допомога — 37,9 %, виробництво — 11,2 %, роздрібна торгівля — 10,7 %.